# Henry Winkler
Henry Franklin Winkler (født 30. oktober 1945) er en amerikansk skuespiller, komiker, instruktør, producer og forfatter.
Winkler er kendt for sin rolle som Arthur "Fonzie" Fonzarelli, eller "The Fonz", i den amerikanske sitcom Happy Days (Glade Dage), der oprindeligt blev sendt fra 1974 til 1984 på ABC i USA. "Fonzie" var en læderklædt 'greaser', hot rodder og automekaniker, der startede som en mindre karakter i showets begyndelse, men som i løbet af serien udviklede sig til seriens egentlige hovedperson. 
Henry Winkler medvirkede også som Sy Mittleman på Adult Swim's Childrens Hospital og spillede Eddie R. Lawson på USA-Net's Royal Pains. Winkler var også en tilbagevendende gæst på Parks and Recreation.

## Opvækst
Winkler blev født på Manhattans west side som søn af Ilse Anna Marie Winkler (født Hadra) (1913-2002) og Harry Irving Winkler (1903-1995), direktør for et tømmerfirma. Winkler's jødiske forældre emigrerede fra Berlin, Tyskland, til USA i 1939, på tærsklen af 2. verdenskrig. Winkler sagde, at hans forældre kom til USA på en seks-måneders forretningsrejse, men at de vidste, at de aldrig ville komme tilbage. Hans far smuglede de eneste aktiver familien havde, familie juveler, i en chokoladeæske, som han bar under armen.

## Karriere

### Skuespiller
Winkler har sagt, at han har ønsket at være skuespiller lige fra han var barn.
Winkler's første job på tv var som statist på et tv show i New York. Han modtog $10 for den rolle.
Efter at have arbejdet på teater og blive fyret fra et stykke i Washington, tog winkler tilbage til New York City og forsørgede sig som medvirkende i tv reklamer. Et år var han  med i over 30 reklamer. Han var i stand til at forsørge sig selv med det kommercielle arbejde, så han kunne spille teater gratis på Manhattan Teater Club.
Han har også optrådt i 1973 i fjerde sæson af The Mary Tyler Moore Show i episoden "The Dinner Party", som Rhoda's date, Steve Waldman, samt i episoder af The Bob Newhart Show og Rhoda.